# 優先権

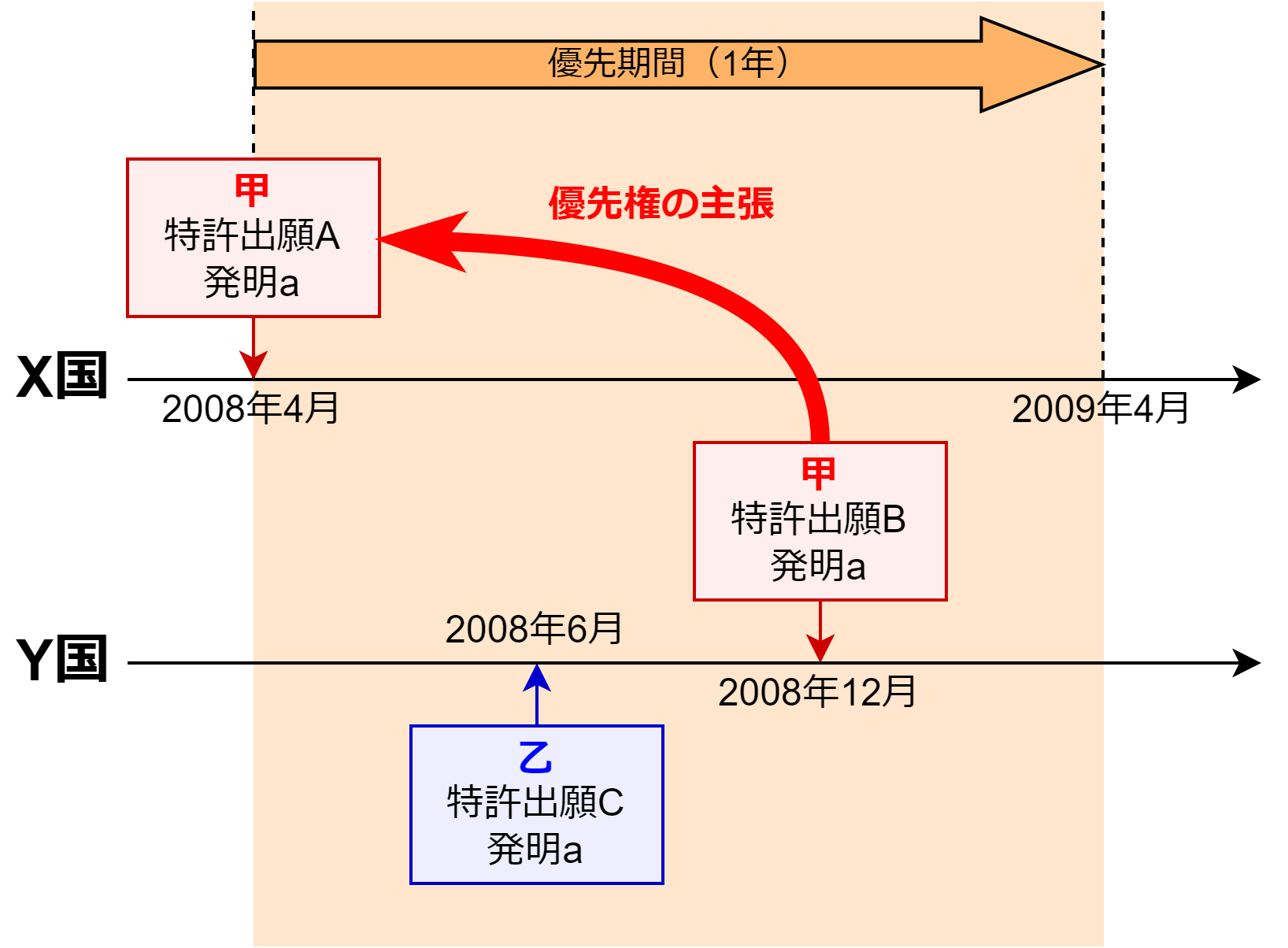
優先権制度を利用した特許出願の例。上記の例では、2008年4月に甲がX国で発明aの特許出願Aをし、2008年6月に乙がY国で発明aの特許出願Cをし、2008年12月に甲がY国で発明aの特許出願Bをしている。このままでは、Y国での甲の出願Bは、乙の出願Cにより拒絶されるが、甲が出願Aを基礎に出願Bについて適法に優先権を主張した場合、出願Bは、出願Cにより拒絶されず、逆に出願Cは出願Bにより拒絶される。

産業財産権法における優先権（ゆうせんけん、英語: priority）は、正規の出願に発生する権利の一つである。優先権が発生した出願に係る権利を有する者は、同一客体の別出願について優先権を主張することができる。この優先権の主張が適法なものであれば、優先権が発生した先願と優先権を主張した出願との間の期間に行われた、第三者の行為によって不利な取り扱いを受けず、当該第三者にいかなる権利・使用の権能を生じさせない（パリ条約4条B）。
優先権は、優先権を認める何れかの国に出願をした時点で発生するが、優先権の存続期間（優先期間）、すなわち優先権が発生してから優先権を主張できるまでの期間は限定されている。したがって、優先権を主張する場合は、優先権が発生した出願から優先期間内に出願をし、その出願の際に優先権が発生した出願を特定して、優先権を主張する意思を表示する必要がある。
適法に優先権の主張がされた場合、優先権が発生した出願の日（優先日）を基準に新規性・進歩性などの特許要件が判断されるので、出願審査において有利となる。すなわち、優先権を主張した出願の前に公知となっていた技術であっても、優先権が発生した出願後に公知になったものであれば、その技術の存在を理由に出願が拒絶されることはない。
日本の特許制度において、優先権とは、パリ条約に基づく優先権（パリ優先権）と、特許法41条1項・実用新案法8条の規定に基づく優先権（国内優先権）の2つがある。
特許制度は各国ごとに規定されており、特許権の効力も各国の国内にしか及ばないので（属地主義）、発明等により特許等を受ける権利が発生しても、特許を取得するには必要な全ての国で出願しなければならない。しかし、他国に出願するためには、各国語への翻訳や必要書類の準備、代理人の選定などに時間がかかるため、この間に他者に先を越されれば権利を取得できず著しく不利益となる。これを避けるためにパリ優先権制度が設けられた。
また、日本の特許出願・実用新案登録出願を基礎に特許協力条約（PCT）の国際出願について優先権を主張した場合、その優先権は国内法令で定めるところによるため（PCT8(2)b）、パリ優先権の規定と平仄を合わせるために国内優先権制度が設けられた。国内優先権については、日本の特許出願・実用新案登録出願を基礎に日本の特許出願・実用新案登録出願についても優先権を主張することができ、優先日を確保しつつ実施例・改良発明の追加を行うことができるので、包括的かつ漏れの無い権利取得を図ることができるという利点もある。

## パリ優先権
パリ条約ではパリ条約同盟国における正規の出願に対し、下表の優先期間だけ優先権が与えられる（パリ条約4条A(1)、C(1)、E(1)）。この優先権をパリ優先権という。パリ条約上、実用新案登録出願を基礎として特許出願で優先権を出願でき、逆に特許出願を基礎として実用新案登録出願で優先権を主張できる（パリ条約4条E(2)）。
| 優先権の基礎とする出願     | 優先権を主張する出願       | 優先期間 |
| -------------------------- | -------------------------- | -------- |
| 特許出願・実用新案登録出願 | 特許出願・実用新案登録出願 | 12ヶ月   |
| 実用新案登録出願           | 意匠登録出願               | 6ヶ月    |
| 意匠登録出願               | 意匠登録出願               | 6ヶ月    |
| 商標登録出願               | 商標登録出願               | 6ヶ月    |

なお、パリ条約でいう「商標」はいわゆる商品商標のみを指し、役務商標（サービスマーク）を含まない。したがって、同盟国は役務商標に優先権を与える義務は負わない注解68(p31)が、役務商標（サービスマーク）に係る商標登録出願を基礎とする優先権を認めることは自由である注解68(p31)。

### 第1国出願に関する要件（発生要件）
1. 同盟国民、同盟国の領域内に住所または現実かつ真正の工業上・商業上の営業所を有する者が出願したこと注解68(p32) （パリ条約2条、3条）。ただし、国内法規でそれ以外の者を主体とする旨を定めても良い注解68(p32)
2. 正規の国内出願であること（パリ条約4条A(1)）。「正規の国内出願」とは、結果のいかんを問わず、当該国に出願をした日付を確定するために十分なすべての出願、すなわち出願日の認定がされた全ての出願をいう（パリ条約4条A(3)）。そのため、国内優先権と異なり、その後消滅・登録に至った出願も優先権の基礎とできる注解68(p35)。ここで正規の出願は、各同盟国の国内法令だけではなく、複数の同盟国の間で締結された条約により「正規の国内出願」とされるすべての出願は、優先権を生じさせる（パリ条約4条A(2) )。
3. 最先の出願であること。優先権は最先の出願のみから生じるので、同じ事項が後の出願に書いてあっても、後の出願からは優先権が生じない注解68(p54)。これは優先権主張の連鎖（累積的主張）を避ける為の規定である注解68(p31)。ここで、最先の出願は、非同盟国以外の国への出願は含まない注解68(p31)。なお、第1国で最初にされた第1出願が、公衆の閲覧に付されないで、いかなる権利をも存続させず、さらに第1出願がまだ優先権の主張の基礎とされておらず、第1の出願が放棄され又は拒絶の処分を受けた後に、第1の出願と同一対象について同一の同盟国へ第2の出願をした場合、その第2の出願は「最先の」出願とみなされる。この場合、第1の出願は優先権の主張の基礎とすることができない(パリ条約4条C(4))。
4. 同盟国への出願であること（パリ条約4条A(1)）。出願時に条約に加入前であった出願は優先権の基礎にできない注解68(p30)。
5. 出願が、特許、実用新案、意匠、商標または一定の発明者証に係るものであること。発明者証については後述。

### 第2国出願に関する要件（主張要件）
1. 出願人が、優先権の基礎となる出願注解68(p32)をした者又は優先権の承継人であること（パリ条約4条A(1)）。
2. 第1国出願と同一の対象に関するものであること。特許の出願において、第1国出願を基礎として優先権の主張を伴う出願をする際、第1国出願の特許請求の範囲に記載されていないが、明細書に記載された発明を加えてもよい（パリ条約4条H)。
3. 出願時に、先の出願と異なる同盟国で出願されたことを基礎とすること（パリ条約4条B）。すなわち、条約加入後の加盟国でも、条約加入前に他の第1国で出願された特許を基礎として優先権出願する事はできない（別途国内法を定めない限り）注解68(p30)
4. 優先期間内の出願であること。優先期間は、最初の出願の日から開始する。出願の日は期間に算入しない（パリ条約4条C(2)）。優先期間は、その末日が保護の請求される国において法定の休日又は所轄庁が出願を受理するために開いていない日に当たるときは、その日の後の最初の就業日まで延長される（パリ条約4条C(3) )。
5. 優先権の基礎とする第1国出願を行った同盟国名・第1国出願の日付を明示して申立てること（パリ4条D）。申立て期限は各国が定め（同項）、申し立てられた第1国の国名と日付は、権限のある官庁が発行する刊行物(特に特許及びその明細書に関するもの)に掲載する（パリ条約4条D(2))。また出願の日付を第1国の主管庁が証明する書面及び翻訳文を謄本に添付するよう第2国は要求できる（同項）。ここで、第2国は以上で述べた手続以外に優先権の申立て手続を要求できない（パリ条約4条D(4)）。

5.について、当該第2国は、以上で述べた手続を欠いた場合の効果を規定できるが、その効果は、優先権の喪失を限度とする（同項）。なお、第2国は出願後には他の証拠書類の提出を要求できる（パリ条約4条D(5) )。また、優先権出願人は優先権の基礎とする第1国出願の番号を明示するものとし、この番号は官庁が発行する前述した刊行物で公表される（同項）。

### 効果
適法なパリ優先権の主張は、優先権が発生した先願と優先権を主張した出願との間の期間に行われた、第三者の行為によって不利な取り扱いを受けず、当該第三者にいかなる権利・使用の権能を生じさせないという効果を有する（パリ条約4条B）。ここで、「第三者の行為によって不利な取り扱いを受けない」こととは、例えば、優先権が発生した出願以後に、第三者が同じ権利客体について出願をした場合であっても、その第三者の出願によって優先権を主張した出願は拒絶されることはないことが挙げられる。また、「権利・使用の権能」とは、例えば、先使用権を指す。すなわち、優先権が発生した出願以後に、第三者が同じ権利客体について実施しても、先使用権はしない。なお、優先日以前に第三者が取得した権利に関しては、各同盟国の国内法令の定めるところによる（パリ条約4条B）。

### 複合優先・部分優先・分割
複数の第1国出願（複数国での出願を含む）を基礎として優先権を主張する出願を行うこともでき（パリ条約4条F)、これを複合優先という。ただし、これらの出願は優先権を主張する国の法令上発明の単一性がなければならない（同項）。
また優先権を主張する出願をする際、基礎とした出願には含まれていなかった構成部分を含んでもよく（パリ条約4条F)、この場合、基礎とした出願に含まれていた部分のみに優先権が付与される。これを部分優先という。この場合、基礎とした出願に含まれていなかった部分を基礎として、さらに別の優先権の主張を伴う出願を行うことも可能である（同項）。
また、分割出願において、原出願が優先権出願である場合は、分割後の出願に対しても優先権の利益を享受できる（パリ条約4条G(1)(2)）。

### 発明者証の取扱い
発明者証制度とは、過去にソビエト連邦等で導入されていた特許制度に相当する制度である逐条20版(p176)、この制度のもとでは発明の実施化権が国に属するものの、発明者は国から報奨を受け取る法的書類である「発明者証」が与えられる注解68(p55)。
。
出願人が自己の選択により特許又は発明者証のいずれの出願をもすることができる同盟国においては、発明者証の出願は特許出願の場合と同一の条件で優先権が生じる（パリ条約4条I(1)）。またそのような国における発明者証の出願人は特許出願,実用新案登録出願又は発明者証の出願に基づく優先権の利益を享受する（パリ条約4条I(2)）。
なお、同盟国に「自己の選択により」という条件がついているのは、一般的に発明者証は特許権よりも有用性が少ないと信じられているので、特許付与せず発明者証のみを与える国には相互主義を与えなかったからである注解68(p55)。

## 他の条約・協定による優先権
国際的出願における優先権は、世界貿易機関 (WTO) の「知的所有権の貿易関連の側面に関する協定」(TRIPs) や、パリ条約19条の「特別の取極」に当たる特許協力条約（PCT）、欧州特許条約（EPC）やユーラシア特許条約のような条約・協定により、基本的にはパリ条約に基づく優先権として規定されている。

### TRIPs協定による拡張
TRIPs2条(1)では、パリ条約4条を遵守する旨を定めており、さらに内国民待遇（3条）及び最恵国待遇（4条）も規定している。
よって、日本の特許法では、
- 日本国民・パリ条約の同盟国の国民[2]が、世界貿易機関の加盟国でした出願

- 世界貿易機関の加盟国の国民[3]が、パリ条約の同盟国・世界貿易機関の加盟国でした出願

に基づく優先権を認めている（第43条の3）。 なお、日本国民・パリ条約の同盟国の国民が、パリ条約の同盟国でした出願に基づく優先権については、通常のパリ条約でカバーされている。この規定は、実用新案法・意匠法・商標法にもが準用される（一部を除く）。
パリ条約と特許協力条約には加盟していないがWTOに加盟している国として、中華民国（台湾）が挙げられる。このような非加盟国における出願についても上記の規定より優先権が認められる（かつては日本との協定により互いに優先権が認められていた）。

### 特許協力条約
特許協力条約（PCT）では8条(1)で、PCT出願に関する優先権主張を認めている。優先権主張の条件と効果は指定国の国内法令による。PCT出願では、パリ条約のみによる優先権の主張と異なり、優先権の基礎になる最初の出願から12月の優先期間内にいずれかの締約国で対象国を指定した国際出願をすれば、その時点で優先日に指定各国へ出願したのと同じ効果が得られる。また、PCT出願を優先権の基礎としてもよく、その場合、国際出願日が優先日となる。さらに、各国の移行手続（翻訳文の提出など）は移行国ごとに決められた期限内（例えば日本では優先日から30月以内）に行えばよいので、パリ条約のみによる出願よりも翻訳文の作成に時間的余裕があるという利点がある。なお、優先権の基礎とした出願を行った国と同じ国を指定国とした場合（自己指定）、その優先権は国内法規によるものとされ（8条(2)(b)）、当該指定国で規定される優先権を主張することとなる。

### 欧州特許条約
欧州特許条約（EPC）では第87条から第89条で特許や実用新案の出願等に関する優先権を規定している。第87条(1)は、パリ条約同盟国またはWTO加盟国内またはそれらへの最初の出願から12月の優先権を認めている。第89条は優先日が欧州特許への出願日とみなされる効果を規定している。審査と登録はまとめて行われるが、その後の運用は各国に任される。

### その他
植物品種育成者権の出願に関しても、UPOV条約12条（日本の種苗法11条）で同様の優先権が認められている。

## 日本におけるパリ優先権の主張

### パリ条約による優先権主張の手続
日本でパリ優先権を主張して出願する場合、優先権出願する旨、基礎となる出願をした国名、基礎となる出願した年月日を記載した書面を経済産業省令で定める期間内に特許庁長官に提出しなければならない（43条1項）。
なお、第1国出願はパリ条約4条C(4)またはA(2)の規定により、第1国出願だと見做された若しくは認められたものであってもよく、その場合の出願日等は同項のものに読み替える（以下同様）。
優先権出願した者は、基礎となる出願をした同盟国の認証がある出願の年月日を記載した書面、その出願の際の書類で明細書、特許請求の範囲若しくは実用新案登録請求の範囲及び図面に相当するものの謄本（優先権証明書）を、所定の期間に特許庁長官に提出しなければならない（43条2項）。
期限までに上記の書類の提出がないときは、特許庁長官は出願人にその旨を通知する（43条6項）。通知を受けた者は経済産業省令で定める期間内なら、書類を提出できる（43条7項）。不責事由により通知後の期限までに書類を提出できない場合は、経済産業省令で定める期間内に、書類を提出できる（43条8項）。それでも書類を提出しないときは、優先権の主張はその効力を失う（43条4項、9項）。
また、優先権出願した者は、上述した書類とともに基礎となる出願番号を記載した書面を特許庁長官に提出しなければならない（43条3項）。ただし書類提出時に出願番号を知ることができないときは、その理由を記載した書面を代わりに提出し、出願番号を知ったときは遅滞なく、その番号を記載した書面を提出しなければならない（同項）。

### パリ条約の例による優先権主張
パリ条約に定める優先期間内に日本に優先権特許出願できなかった場合であっても、故意に期間を徒過したものではなく、かつ、経済産業省令で定める期間内にその特許出願をしたときは、優先権を認める（第43条の2第1項）。この場合の書類提出に関する規定は、通常の優先権に係る書類提出の規定を準用する（第43条の2第2項）。この優先権は、パリ条約に基づくものではないので、パリ条約の例による優先権と呼ばれる。

## 日本における国内優先権
日本では、特許出願及び実用新案出願について、先の出願から1年以内に、当該先の出願を基礎として優先権の主張を伴う出願をすることができる。ここで、複数の出願を基礎に優先権を主張することもでき、その場合、最先の出願日が優先日となる。なお、意匠法・商標法には同様の制度は設けられていない。以下の説明では、条文番号について特に説明しない限り、特許法における条文番号として説明する。
適法な国際優先権の主張を伴う出願は、その出願に係る特許要件・その出願に係る特許権等の侵害認定において優先日が出願日であるとして判断する（41条2項）。ただし、優先権のいわゆる累積的主張がされた場合、その優先権の主張は認められない（41条2項かっこ書）。
国内優先権の主張が認められるには、先の出願と後の出願には内容の同一性が必要であるが、後の出願内容は先の出願内容に内容を追加・発展させたものであってもよい。出願後の補正では新規事項の追加は認められない（17条の2第3項）ので、このことは国内優先権を主張する利点の一つといえる。したがって、先の出願後の内容を上位概念に拡張でき、より広い範囲での権利取得が期待できることがわかった場合や、本質的に共通する複数の出願を統合したい場合などに、国内優先権が利用される。ただし、先の出願の明細書等に記載されていない部分に関しては国内優先権は認められない（41条2項参照）。そのため、後の出願で新規に追加部分の特許要件は、後の出願時を基準として判断される。

### 要件
国内優先権の主張は、基礎となる出願に係る出願人が行うことが必要であり（41条1項項柱書）、その旨及び基礎となる出願の表示を記載した書面を経済産業省令で定める期間内に特許庁長官に提出しなければならない（41条4項）。また、基礎とする出願に仮専用実施権者がいれば、その者の承諾が必要である（同項柱書）。さらに、基礎となる出願が以下を満たすことが必要である。なお、パリ優先権の場合とは違い、基礎となる出願は最初の出願でなくとも良い審査基準27年度:第V部2章2.3。
1. 優先権を主張する出願が、その基礎とする出願の日から1年以内にされたものであること（41条1項1号）。ただし1年以内にすることができなかつたことが故意でない場合であつて、かつ、その特許出願が経済産業省令で定める期間内にされたものである場合を除く（同号）。
2. 基礎となる出願が、出願の分割・変更・実用新案登録に基づく特許出願でないこと（41条1項2号）。
3. 優先権を主張する出願の際に、基礎となる出願が、放棄、取り下げ、却下されたものではないこと（41条1項3号）。
4. 優先権を主張する出願の際に、出願の査定又は審決が確定しているものではないこと（41条1項4号）。
5. 実用新案登録出願を基礎とする優先権を主張する出願の際に、当該実用新案登録出願が設定登録がされていないこと（41条1項5号）。

### 優先権の利益
適法な国内優先権の主張を伴う後の出願をした場合、後の出願に係る発明のうち、その基礎となる出願の願書に最初に添付した明細書、特許請求の範囲（若しくは実用新案登録請求の範囲）、図面、外国語書面（明細書等）に記載された発明に関しては、基礎となる出願時を基準として判断する（41条2項）。ただし、優先権の累積的主張がされた場合、その優先権の主張は認められない（41条2項かっこ書）。例えば、第1出願を基礎として、パリ優先権または国内優先権を主張した第2出願を基礎として国内優先権を主張して第3出願を行い、第1出願から第3出願のすべてに記載された発明については、第3出願の日を出願日として特許要件等の判断がされる。また、特許権の存続期間は後の出願を起点とする（67条1項）ので、国内優先権の主張により特許権の満了日を繰り下げることができる。
また、後の出願に係る特許請求の範囲を先の出願と同じ内容とした場合、先の出願に係る発明すべてに優先権の主張が認められるのが原則であるが、特許請求の範囲は実質上変更していなくても実施例を補充した場合、国内優先権の効果が否定された裁判例が存在する（平成14年（行ケ）第539号「人工乳首事件」 (PDF) ）。

### 先の出願のみなし取り下げ
優先権の基礎とした先の出願から1年4月経過すると、先の出願は原則取り下げたとみなされる（42条1項、実用新案法9条1項）。なお、基礎となる出願がすでに放棄、取り下げ、却下、査定・審決が確定、実用新案登録、優先権の主張が取り下げがされている場合には、取り下げたものとはみなされない（同項ただし書）。
なお、優先権出願の基礎とした出願は、出願公開の前にみなし取り下げとなるので（42条1項）、先の出願を引例に拡大先願（29条の2、実用新案法3条の2）により第三者の出願を排除できなくなってしまう。そこで、後の出願の特許掲載公報の発行又は出願公開があった際に、後の出願に係る発明のうち、その基礎となる出願の明細書等に記載された発明については、出願公開されたものとみなして、当該第三者の出願の審査を行う（41条3項）。これにより、先の出願を引例に当該第三者の出願を拡大先願により拒絶できる。

### 優先権の取り下げ
出願人は、基礎となる出願日から経済産業省令で定める期間を経過するまでは、優先権の主張を取り下げることができる（42条2項反対解釈）。また、優先権を主張した出願が、その基礎となる出願の日から経済産業省令で定める期間内に取り下げられたときは、同時に当該優先権の主張も取り下げられたものとみなされる（42条3項）。先の出願がみなし取り下げ（42条1項）となることを防ぐためである。

### PCTとの関連
国内優先権を基礎に、PCT出願で優先権を主張した場合、日本に移行した後のPCT出願については、国内優先権の主張をしたものとされる（PCT8(2)(b)）。この場合も、優先権の基礎とした先の出願から1年4月経過すると、先の出願は原則取り下げたとみなされる（42条1項、実用新案法9条1項）が、優先権の主張自体は優先日から30月以内であれば取り下げることができる（PCT規則90の2、184条の15第1項）。
また、日本を指定国とするPCT出願を基礎に、日本の出願で優先権を主張した場合、出願人は、その優先権をパリ優先権と国内優先権のいずれかを選択できる。パリ優先権を選択した場合、先の出願のみなし取り下げはないが、優先権の取り下げはすることができない。国内優先権を選択した場合、先のPCT出願は国内処理基準時又は国際出願日から1年4月経過時のうち遅いときに取り下げたものとみなされる（184条の15第4項）が、出願人は、基礎となる出願日から1年4月を経過するまでは、優先権の主張を取り下げることができる（42条2項反対解釈）。
また、日本を指定国とするPCT出願を基礎に、PCT出願で優先権を主張した場合、日本に移行した後のPCT出願については、パリ優先権の主張をしたものとされる。この場合、先の出願のみなし取り下げはなく、優先権の主張は優先日から30月以内であれば取り下げることができる（PCT規則90の2）。

### 引用文献
- [注解68] ヘオルフ・ボーデンハウゼン (1968年). “注解パリ条約（日本語訳）” (pdf).  世界知的所有権機関. 2017年7月3日閲覧。
- [逐条20版] 特許庁編 (2016年6月). “工業所有権法（産業財産権法）逐条解説〔第20版〕” (pdf).  特許庁. 2017年6月7日閲覧。
- [審査基準27年度] 特許庁編 (2015年9月). “特許・実用新案審査基準（平成２７年度版）” (pdf).  特許庁. 2017年6月20日閲覧。

### その他の参考文献
- 国内優先権制度の活用ガイド（創英知的財産研究所著、経済産業調査会）
- 優先権